# Life’s What You Make It (альбом)
Life’s What You Make It — мини-альбом британской альтернативной рок-группы Placebo, выпущен был 7 октября 2016. Альбом включает в себя 3 кавер-композиции: «Life's What You Make It» группы Talk Talk, «Autoluminescent» Роланда Говарда и «Song #6» британского джаз-бэнда Freak Power, а также сингл «Jesus' Son» и две концертные записи «Twenty Years».

## Выпуск мини-альбома
Мини-альбом был выпущен на чёрном и зелёном 12-дюймовом виниле, а также доступен для цифровой загрузки.

## Список песен
| №  | Название                                         | Автор(ы)                      | Длительность |
| -- | ------------------------------------------------ | ----------------------------- | ------------ |
| 1. | «Life's What You Make It» (Talk Talk cover)      | Марк Холлис, Тим Фриз-Грин    | 5:18         |
| 2. | «Jesus' Son»                                     | Брайан Молко, Стефан Ольсдаль | 3:37         |
| 3. | «Twenty Years» (live at Europavox Festival 2015) | Брайан Молко, Стефан Ольсдаль | 4:36         |

| №  | Название                                                           | Автор(ы)                      | Длительность |
| -- | ------------------------------------------------------------------ | ----------------------------- | ------------ |
| 1. | «Autoluminescent» (Rowland S. Howard cover)                        | Роланд С. Говард              | 3:40         |
| 2. | «Twenty Years» (piano version live at Evening Urgant, Moscow 2016) | Брайан Молко, Стефан Ольсдаль | 4:22         |
| 3. | «Song #6» (Freak Power cover)                                      | Эшли Слейтер, Норман Кук      | 4:27         |

## Чарты
| Чарты (2016)                | Наивысшая позиция |
| --------------------------- | ----------------- |
| Бельгия/Фландрия (Ultratop) | 153               |
| Бельгия/Валлония (Ultratop) | 66                |